# 天城山
天城山（Mount Amagi）位于静冈县伊豆市内，同县贺茂郡東伊豆町内的万三郎岳（1406米）是其最高峰。也是伊豆半岛最高的山。日本百名山之一。
从山顶向西南方向眺望，可以看到川端康成的代表作《伊豆的舞女》和松本清張的《天城山奇案》中有名的天城隧道。此外，天城山也是慧生與大久保武道去世之地。

## 關聯條目
- 伊豆的舞孃
- 天城山奇案
- 越過天城
- 天城山心中（日语：天城山心中）
- 天城號航空母艦

## 外部連結
- 国土地理院 2万5千分之1 天城山(西南面)（页面存档备份，存于）